# انغام
انغام (عربی: أنغام محمد علي سليمان؛ زاده ۱۹ ژانویهٔ ۱۹۷۲) خواننده و هنرپیشه اهل مصر است. وی از سال ۱۹۸۷ میلادی تا اکنون مشغول فعالیت بوده است.

انغام در سال ۲۰۰۵ آلبوم «دوستت دارم، دلم برایت تنگ شده» منتشر کرد. این آلبوم مورد تحسین منتقدان قرار گرفت، اما از نظر تجاری آن گونه که انتظار می‌رفت موفق نبود. پس از سه سال، انغام در سال ۲۰۰۷ با آلبوم «هر وقت نزدیکتر شدیم» به خط مقدم موسیقی پاپ عربی بازگشت و در کمتر از سه ماه بیش از ۵۰۰ هزار لوح فشرده در سراسر خاورمیانه فروخت.